# Bruges, Gironde

Bruges este o comună în departamentul Gironde din sud-vestul Franței. În 2009 avea o populație de 14.499 de locuitori.

## Evoluția populației
| An        | 1975  | 1982  | 1990  | 1999   | 2006   | 2009   |
| --------- | ----- | ----- | ----- | ------ | ------ | ------ |
| Populație | 7.610 | 7.686 | 8.753 | 10.610 | 12.955 | 14.499 |